# Крајеви Чешке
У Чешкој Републици од 2000. године постоји данашња подела на 14 самоуправних јединица, односно на главни град Праг (чеш. hlavní město Praha) и 13 крајева (чеш. kraje, једн. kraj). Крајеви се даље деле на округе, којих је укупно 76.
Сваки крај има свој главни град (чеш. hlavní město). Једина посебност је Средњочешки крај. Разлог овоме је што овај крај окружује главни град Праг, који му је управно средиште, мада је због величине и значаја издвојен из њега и чини засебну управну јединицу.

## Историјат управне поделе
Подела на крајеве постојала је у чешких земљама још у средњем веку. У новије доба они су успостављени одмах по осамостаљењу Чехословачке 1919. године и ова управна подела државе се задржала до после Другог светског рата. Њихов број и величина су се неколико пута мењали током ових пар деценија.
Према старијој подели, из 1960. године (још из времена Чехословачке, која је обухватала и Словачку Републику), на подручју данашње Чешке Републике образовано је 7 административних региона (плус осми, који чини главни град Праг):
|                            |                   |               |
| 7 административних региона |                   | седиште краја |
|                            |                   |               |
| Средњочешки регион         | Праг              |               |
| Јужночешки регион          | Чешке Будјејовице |               |
| Западночешки регион        | Плзењ             |               |
| Северночешки регион        | Усти на Лаби      |               |
| Источночешки регион        | Храдец Кралове    |               |
| Јужноморавски регион       | Брно              |               |
| Северноморавски регион     | Острава           |               |
|                            |                   |               |

После пада комунизма и стварања независне Чешке Републике указала се потреба за успостављањем више нових управних јединица. Тада је земља поново подељена на крајеве. Занимљиво је и то да је истоветно и Словачка Република тада подељена на крајеве.

## Списак крајева
Према новијој подели, из 2000. године Чешка Република је подељена на 13 крајева и један главни град (чеш. hlavní město).
| Ред | Назив краја          | Чешки назив          | Број ст. 2004. год. | Површина у км² | Густина нас. | Главни град       |
| --- | -------------------- | -------------------- | ------------------- | -------------- | ------------ | ----------------- |
| 1.  | Град град Праг       | Hlavní město Praha   | 1.170.571           | 2.360          | 496          | Праг              |
| 2.  | Средњочешки крај     | Středočeský kraj     | 1.144.071           | 11.015         | 104          | Праг              |
| 3.  | Јужночешки крај      | Jihočeský kraj       | 625.712             | 10.057         | 62           | Чешке Будјејовице |
| 4.  | Плзењски крај        | Plzeňský kraj        | 549.618             | 7.561          | 73           | Плзењ             |
| 5.  | Карловарски крај     | Karlovarský kraj     | 304.588             | 3.315          | 92           | Карлове Вари      |
| 6.  | Устечки крај         | Ústecký kraj         | 822.133             | 5.335          | 154          | Усти на Лаби      |
| 7.  | Либеречки крај       | Liberecký kraj       | 427.563             | 3.163          | 135          | Либерец           |
| 8.  | Краловехрадечки крај | Královéhradecký kraj | 547.296             | 4.758          | 115          | Храдец Кралове    |
| 9.  | Пардубички крај      | Pardubický kraj      | 505.285             | 4.519          | 112          | Пардубице         |
| 10. | Крај Височина        | Kraj Vysočina        | 517.153             | 6.926          | 75           | Јихлава           |
| 11. | Оломоуцки крај       | Olomoucký kraj       | 635.126             | 5.159          | 123          | Оломоуц           |
| 12. | Моравскошлески крај  | Moravskoslezský kraj | 1.257.554           | 5.535          | 227          | Острава           |
| 13. | Јужноморавски крај   | Jihomoravský kraj    | 1.123.201           | 7.067          | 159          | Брно              |
| 14. | Злински крај         | Zlínský kraj         | 590.706             | 3.964          | 149          | Злин              |